# Вовчанський технікум Харківського національного технічного університету сільського господарства імені Петра Василенка
Вовчанський технікум Харківського національного технічного університету сільського господарства імені Петра Василенка — державний вищий навчальний заклад І рівня акредитації — структурний підрозділ Харківського національного технічного університету сільського господарства імені Петра Василенка, що розташований у Вовчанську Харківської області.
Має бібліотеку, гуртожиток на 200 місць.

## Історія
17 травня 1927 року на базі професійно-технічної школи був створений Вовчанський технікум механізації сільського господарства. З 1952 року в технікумі відкривається заочне відділення.
29 травня 1997 року була створена Вовчанська філія Красноградського технікуму механізації сільського господарства ім. Ф. Я. Тимошенка
17 листопада 2001 року її було реорганізовано у Вовчанський технікум ХДТУСГ.

## Структура, спеціальності
Технікум готує молодших спеціалістів за фахом:
- Бухгалтерський облік;
- Механізація сільського господарства.

## Відомі випускники
- Будянський Василь Іванович